# Кряжевое (Широковский район)
Кряжевое (укр. Кряжове) — село,
Степовой сельский совет,
Широковский район,
Днепропетровская область,
Украина.
Код КОАТУУ — 1225885904. Население по переписи 2001 года составляло 143 человека .

## Географическое положение
Село Кряжевое находится на расстоянии в 1,5 км от сёл Красный Под, Водяное и Подовое.
Вокруг села много ирригационных каналов.
Рядом проходит автомобильная дорога Т-0411.